# 阿尔弗雷德·雅布斯
阿尔弗雷德·雅布斯（英文：Alfred L. Yarbus，1914年—1986年），前苏联心理学家，主要在1950年到1960年代从事眼动研究。雅布斯被认为是研究人们在看复杂图像（比如自然物体或者场景）时眼动状况的先驱人物。雅布斯最有影响力的工作，是发现了人们在看一幅图像时，眼动轨迹取决于所执行的视觉搜索任务。注视点通常在一个某些固定的点之间来回跳动，比如在注视一幅人脸照片时，人们的眼睛往往会在照片中人的眼睛和嘴巴附近来回跳动。如果要求被试者执行特定的视觉搜索任务，比如让其报告看到了几个人，或者看到的人们都穿了什么衣服等，被试者的眼睛会集中在图像中与问题相关的区域。
雅布斯还发明了一种包含光学系统的吸盘，可以吸在眼球上，用来研究在保持眼球不动的情况下人的视觉。

## 著作
- A. L. Yarbus, Eye Movements and Vision. New York: Plenum Press, 1967. （Basil Haigh 将此书由俄文译成英文在英国出版，俄文原版于1965年在莫斯科出版。）

## 另外参见
- 顺序学习
- 心理学
- 心理物理学
- 眼动追踪
- 快速眼动